# (300118) 2006 UH359
(300118) 2006 UH359 es un asteroide perteneciente al cinturón de asteroides, descubierto el 21 de octubre de 2006 por el equipo del Mount Lemmon Survey desde el Observatorio del Monte Lemmon, Arizona, Estados Unidos.

## Designación y nombre
Designado provisionalmente como 2006 UH359.

## Características orbitales
2006 UH359 está situado a una distancia media del Sol de 3,024 ua, pudiendo alejarse hasta 3,337 ua y acercarse hasta 2,711 ua. Su excentricidad es 0,103 y la inclinación orbital 9,201 grados. Emplea 1921,51 días en completar una órbita alrededor del Sol.

## Características físicas
La magnitud absoluta de 2006 UH359 es 16,5.